# Эркешевское (сельское поселение)
Эркешевское — упразднённое муниципальное образование со статусом сельского поселения в составе Балезинского района Удмуртии.
Административный центр — деревня Эркешево.
Законом Удмуртской Республики от 17.05.2021 № 49-РЗ к 30 мая 2021 года упразднено в связи с преобразованием муниципального района в муниципальный округ.

## Население
| 2007 | 2010 | 2012 | 2013 | 2014 | 2015 |
| ---- | ---- | ---- | ---- | ---- | ---- |
| 967  | ↘755 | ↘736 | ↗750 | ↘717 | ↘688 |
| 2016 | 2017 | 2018 | 2019 | 2020 | 2021 |
| ↘654 | ↘640 | ↘627 | ↘599 | ↘578 | ↘510 |

## Состав сельского поселения
| № | Населённый пункт | Тип населённого пункта          | Население |
| - | ---------------- | ------------------------------- | --------- |
| 1 | Замятьево        | деревня                         | ↗6        |
| 2 | Зотино           | посёлок                         | ↗140      |
| 3 | Зяниево          | деревня                         | ↗20       |
| 4 | Оросово          | деревня                         | ↗308      |
| 5 | Торлино          | деревня                         | →0        |
| 6 | Чуялуд           | деревня                         | ↗116      |
| 7 | Эркешево         | деревня, административный центр | ↗307      |

### Упразднённые населённые пункты
Бывшие населённые пункты: Архипово, Лагуново, Люктупал, Наговицыно, Седиванова, Суруд, Сюрсовай, Холодные Ключи.

## Социальная инфраструктура
В поселении действуют 2 средние школы (Эркешево, Оросово), сад (Эркешево), 2 библиотеки, 2 клуба, 2 фельдшерско-акушерских пункта. Основные предприятия — СПК «Наговицын» и ООО «Маяк».